# Brasão de armas da República Socialista Federal da Jugoslávia
O brasão de armas da antiga República Socialista Federal da Jugoslávia ostentava seis tochas formando uma só chama e rodeadas por trigo; isto representava a irmandade e unidade das seis repúblicas que formavam a ex-Jugoslávia: Bósnia e Herzegovina, Croácia, República da Macedónia, Montenegro, Sérvia e Eslovénia. A data impressa é 29 de Novembro de 1943 - sendo nessa data que o Conselho Anti-Fascista da Libertação Nacional da Jugoslávia se reuniu em Jajce no seu segundo encontro, e estabeleceu a base da organização do país após a guerra ao criar uma federação (essa data é comemorada como Dia da República após a Segunda Guerra Mundial).
O brasão de armas original (1943-1963) era composto por sete tochas, que representavam as oito nações da Jugoslávia, Sérvios, Croatas, Eslovenos, Montnegrinos e Macedónios. Os Muçulmanos não estavam representados como nação e nem os Albaneses étnicos, por isso o brasão foi redesenhado em 1963 para representar as repúblicas Jugoslavas em vez das nações.